# Cyphastrea microphthalma
Cyphastrea microphthalma är en korallart som först beskrevs av Jean-Baptiste Lamarck 1816.  Cyphastrea microphthalma ingår i släktet Cyphastrea och familjen Faviidae. IUCN kategoriserar arten globalt som livskraftig. Inga underarter finns listade i Catalogue of Life.